# Manaraga (montagne)
Pour l’article homonyme, voir Manaraga.
Le Manaraga (en russe : Манарага) est une montagne de l'Oural pré-polaire située dans la république des Komis, en Russie, à une altitude de 1 662 mètres. 
Il est caractérisé par ses pics, et il fait partie du parc national de Yougyd Va.

## Toponymie
L'explication du nom du pic est donnée par Ernst Hoffman dans son roman Pai-Khoi, ou l'Oural du Nord :

« Le méandre de la vallée ouvrit devant nous une vue latérale du Manaraga, puis son pic en forme d'ongles apparut comme un pic déchiqueté inhabituel. De ce sommet, la montagne tire son nom des samoyèdes, qui, selon l'interprétation de notre traducteur, signifie « patte d'ours ». »

Le traducteur de Hoffmann ne s'était pas trompé, en nénètse Manaraga (de mana, la patte avant d'un ours, et rakha, « similaire ») signifie « similaire à une patte d'un ours ». Les noms de la montagne en langue komi sont également connus : Sizimyura (de sizim, « sept », et yur, « tête ») signifie « sept têtes », et Unayuraiz (de una, « plusieurs »), soit « plusieurs têtes ».

## Géographie

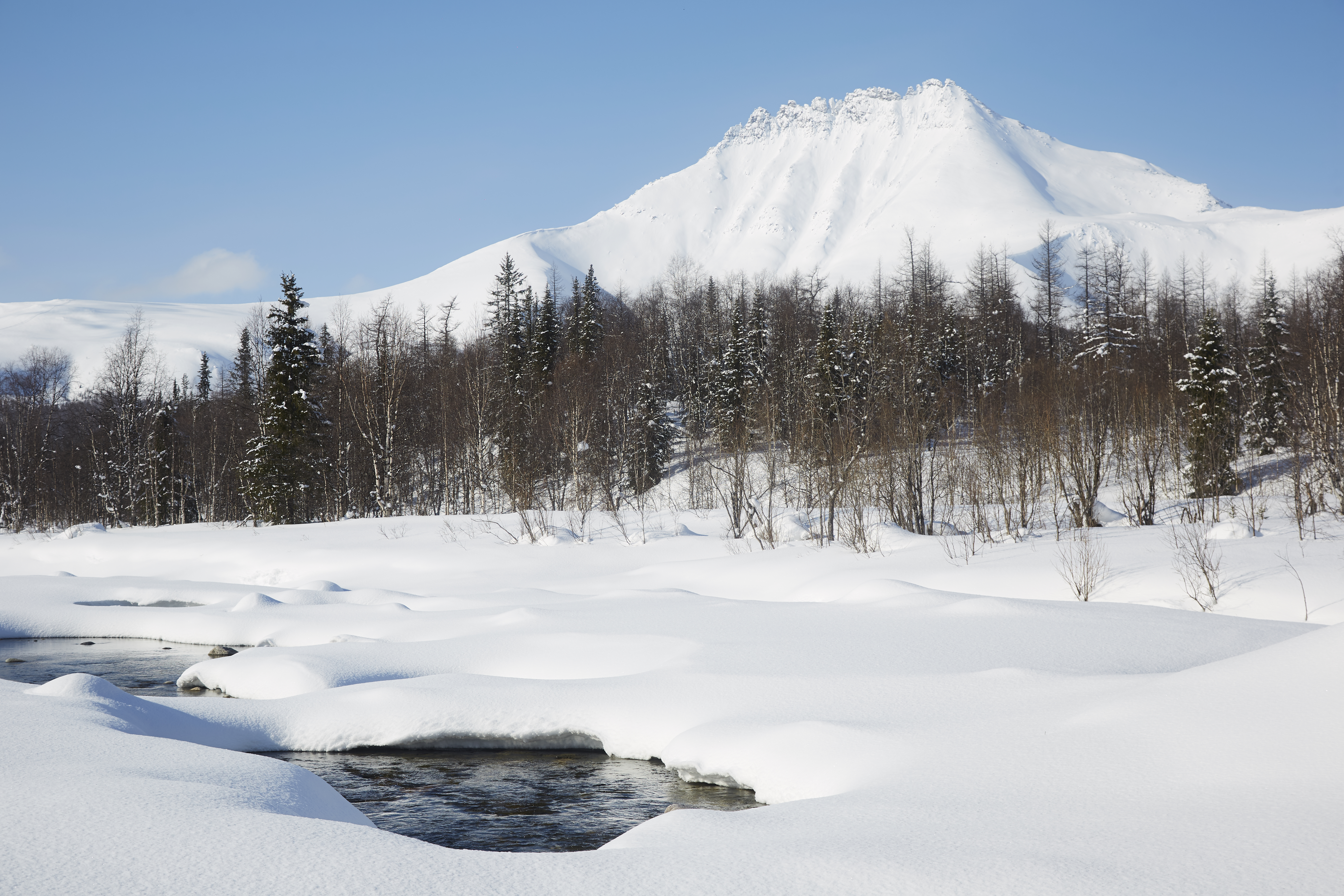
Le mont en hiver.

Bien qu'il soit 200 mètres plus bas que le mont Narodnaïa, sa proéminence crée une impression de grandeur. Au pied de la montagne du côté sud-est coule une rivière du même nom.

### Climat
Le climat du mont est fortement continental voire subarctique. Les hivers sont longs et froids, les étés frais et courts. Les conditions hivernales durent près de 10 mois au-dessus de 1 000 mètres. La neige tombe dès septembre et fond totalement en mai.
Près de 1 500 millimètres de précipitations tombent chaque année sur le versant occidental. Sur le versant oriental, les précipitations annuelles ne dépassent généralement par 600 millimètres. Les pluies tombent surtout en été (50 % du total annuel) et le reste surtout en hiver. À la fin de l'hiver, le manteau neigeux atteint 60 centimètres sur les pentes orientales et jusqu'à 110 centimètres sur celles occidentales.
Les températures sont les plus basses en janvier, atteignent souvent −25 °C, avec des pics à −50 °C. Le mois le plus chaud est mai, avec des températures dépassant 20 °C, qui peuvent se prolonger jusqu'en août, même si les nuits sont souvent négatives. Les températures sont souvent influencées par les couches d'inversion, qui peuvent produire d'importantes différences de température avec la plaine.

### Flore et faune

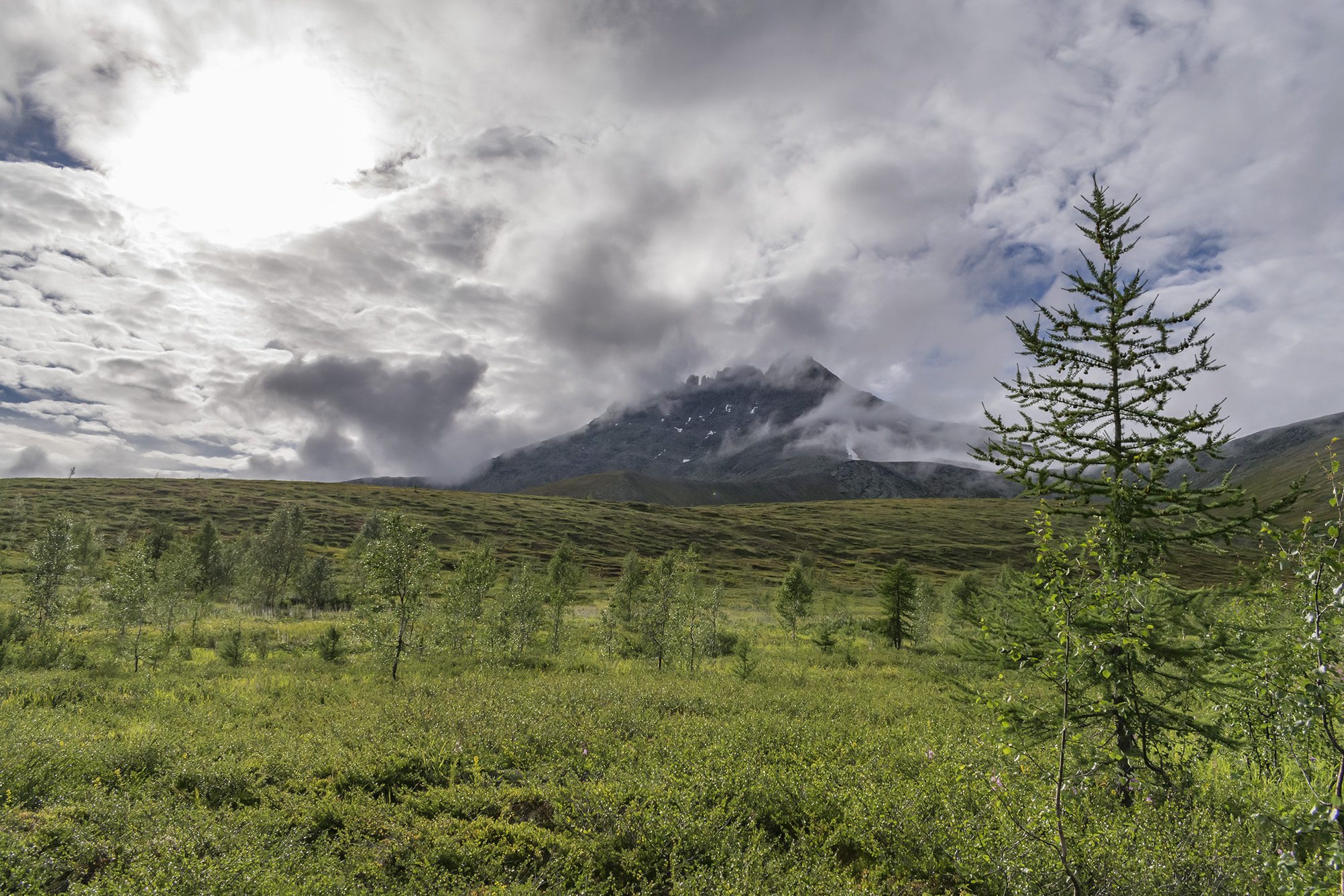
Arbustes et paysage de toundra sur un versant.

Le Manaraga, comme le reste de l'Oural pré-polaire, combine des forêts mixtes et de la taïga, ainsi que des plaines de toundra. Jusqu'à 650 mètres environ, on observe une ceinture forestière, avec des bouleaux et des sapins. Les arbres des pentes du Manaraga sont des mélèzes de Sibérie, des épicéas de Sibérie, des pins de Sibérie, ainsi que de nombreuses fleurs comme des anémones. Une fois dépassés les 1 000 mètres d'altitude, la végétation devient rare, avec parfois des arbustes. En automne, les forêts laissent apparaître des baies, et en été les champignons y poussent.
Au niveau de la faune, on retrouve des ours, des cerfs, des renards polaires, des lynx broéaux. Parmi les petits mammifères, il y a des lièvres, des écureuils et des tamias de Sibérie. Dans les airs, on trouve des harfangs des neiges, et dans les rivières des ombres, des brochets, des harengs et des taimens.

## Histoire
Jusqu'en 1927, jusqu'à ce qu'Aleksandr Alechkov, géographe soviétique, définisse le mont Narodnaïa comme le plus haut sommet de l'Oural, le Manaraga était considéré comme la plus haute montagne de ces régions.

## Alpinisme
L'ascension en été vers le pic le plus à droite[précision nécessaire] ne nécessite pas d'équipement spécial. Pour le point culminant de la montagne, qui est le deuxième pic à partir de la droite[précision nécessaire], des compétences en escalade sont nécessaires pour le grimper. Le printemps et l'hiver sont les périodes les plus difficiles, à cause de la météo changeant très vite, avec les importantes chutes de neige.